# Umowa renty
Umową renty – umowa regulowana przez Kodeks cywilny, przez którą jedna ze stron zobowiązuje się do okresowego świadczenia na rzecz drugiej umówionej kwoty pieniędzy lub ilości rzeczy oznaczonych co do gatunku.
Umowa renty jest czynnością konsensualną, a jej formę określa art. 903 (1) kc, dodany ustawą z 14.02.2003 r. (Dz. U. Nr 49, poz. 408); przepis ten stanowi, że umowa renty powinna być stwierdzona pismem pod rygorem ad probationem. Przed tą zmianą forma szczególna nie była dla umowy renty zastrzeżona. Na podstawie art. 75 kc, obowiązywała forma pisemna ad probationem, jeżeli wartość świadczeń rentowych w ciągu roku przekraczała 2000 zł. 
1. W przypadku renty nieodpłatnej, do której stosuje się przepisy o darowiźnie, strona zobowiązana powinna była złożyć oświadczenie woli w formie aktu notarialnego - art. 906 § 2 w zw. z art. 890 § 1 kc. Nowe uregulowanie formy umowy renty dotyczące renty odpłatnej, jak i nieodpłatnej, zmierza do usunięcia niepewności na tle odesłania do przepisów o darowiźnie. Wykluczone jest stosowanie art. 890 § 1 kc do renty nieodpłatnej.
2. W przypadku renty ustanowionej za wynagrodzeniem należy pamiętać, że:

a/ dla celów dowodowych powinna zostać zachowana forma pisemna umowy renty, jeżeli wartość świadczeń okresowych za jeden rok (a jeżeli świadczenia mają trwać krócej niż rok – wartość za cały czas ich trwania) przekracza dwa tysiące złotych. W razie niezachowania formy pisemnej sąd nie dopuści dowodu ze świadków ani dowodu z przesłuchania stron jako dowodu na okoliczność zawarcia tejże umowy (z wyjątkami) – art. 74 w zw. z art. 75 kc,
b/ wynagrodzeniem w przypadku renty może być przeniesienie własności określonych rzeczy bądź praw. Dlatego też należy mieć na względzie przepisy szczególne Kodeksu cywilnego i innych aktów normatywnych, które w przypadku niektórych rzeczy i praw zastrzegają formę szczególną dla przeniesienia ich własności. I tak np., pod rygorem nieważności, należy zachować wymaganą formę zawarcia umowy renty w przypadku:
- art. 75 § 1 kc – zastrzegającego formę pisemną z podpisami notarialnie poświadczonymi dla umowy zbycia przedsiębiorstwa (jeśli w skład przedsiębiorstwa wchodzi nieruchomość – formę aktu notarialnego),

- art. 158 kc – zastrzegającego formę aktu notarialnego dla umowy zobowiązującej do przeniesienia własności nieruchomości, jak również dla umowy przenoszącej własność nieruchomości,

- art. 237 kc – zastrzegającego formę aktu notarialnego dla umowy zobowiązującej do przeniesienia prawa użytkowania wieczystego gruntu, jak również dla umowy przenoszącej prawo użytkowania wieczystego,

- art. 1052 § 3 kc – zastrzegającego formę aktu notarialnego dla umowy zobowiązującej do zbycia spadku, jak również dla umowy przenoszącej spadek,

- art. 180 Kodeksu spółek handlowych – zastrzegającego formę pisemną z podpisami notarialnie poświadczonymi dla umowy zbycia udziału w spółce z ograniczoną odpowiedzialnością, jak również części lub ułamkowej części udziału,

- art. 53 ustawy o prawie autorskim i prawach pokrewnych – zastrzegającego formę pisemną dla umowy o przeniesienie autorskich praw majątkowych,

- art. 223 § 5 Prawa spółdzielczego – zastrzegającego formę aktu notarialnego dla umowy zbycia spółdzielczego własnościowego prawa do lokalu,

- art. 60 1 Kodeksu morskiego – zastrzegającego formę pisemną z podpisami notarialnie poświadczonymi dla umowy o przeniesienie własności statku stanowiącego polską własność, jak również dla statku uważanego za stanowiącego polską własność oraz statku w budowie, o ile zostały wpisane do polskiego rejestru okrętów.